# I'm Jimmy Reed
I'm Jimmy Reed — дебютний студійний альбом американського блюзового музиканта Джиммі Ріда, випущений у 1958 році лейблом Vee-Jay.

## Опис
I'm Jimmy Reed став одним з сильних дебютних альбомів чиказького блюзу, однак не настільки сильним, як дебютні LP випущені Мадді Вотерсом, Хауліном Вульфом та ін. Як і в більшості блюзових виконавців того часу, дебютний LP насправді був по суті збіркою синглів, аніж альбом, що складався з нового матеріалу; цей альбом містить пісні, які Рід записав з червня 1953 року («Roll & Rhumba») по березень 1958 (наприклад, «You Got Me Crying») року.
Альбом сперечався по популярності з The Best of Muddy Waters та іншими блюзовими альбомами кінця 1950-х. Цей альбом включає такі хіти Ріда, як «Honest I Do», «Ain't That Lovin' You Baby», «You Got Me Dizzy», і «You Don't Have to Go», а також пісні, які виходили на стороні Б цих синглів. У більшості піснях грають гітаристи Едді Тейлор і Джон Брім (для якого ці записи стали найпершими) і ударник Ерл Філліпс.

## Список композицій
1. «Honest I Do» (Юарт Ебнер, Джиммі Рід) — 2:40
2. «Go on to School» (Джиммі Рід) — 2:47
3. «My First Plea» (Джиммі Рід) — 2:45
4. «Boogie in the Dark» (Джиммі Рід) — 2:34
5. «You Got Me Crying» (Джиммі Рід) — 2:05
6. «Ain't That Lovin' You, Baby» (Джиммі Рід) — 2:35
7. «You Got Me Dizzy» (Юарт Ебнер, Джиммі Рід) — 2:53
8. «Little Rain» (Юарт Ебнер, Джиммі Рід) — 2:45
9. «Can't Stand to See You Go» (Джиммі Рід) — 2:50
10. «Roll and Rhumba» (Джиммі Рід) — 2:46
11. «You're Something Else» (Джиммі Рід) — 2:35
12. «You Don't Have to Go» (Джиммі Рід) — 3:04

## Учасники запису
- Джиммі Рід — гітара, вокал, губна гармоніка
- Едді Тейлор, Джон Брім — гітара
- Ерл Філліпс — ударні

Технічний персонал
- Сід Маккой — текст